# Jalyn Hall

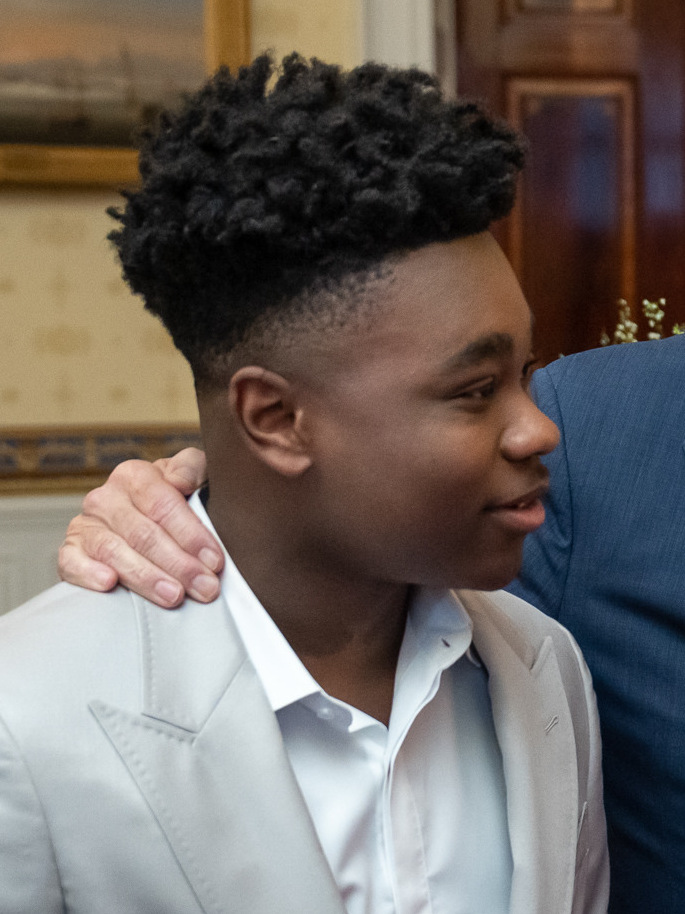
Jalyn Hall, 2023

Jalyn Emil Hall (* 23. Dezember 2006) ist ein US-amerikanischer Schauspieler. Seit 2017 hat er in mehr als 20 Film- und Fernsehproduktionen mitgewirkt.

## Leben und Karriere
Jalyn Hall stammte aus einer Familie, die keinen Bezug zur Schauspielerei oder dem Film- und Fernsehgeschäft hatte. Daher beschrieb er den Beginn seiner Karriere als schwierig. Ab 2017 war der Kinderdarsteller mit Gastrollen in verschiedenen Fernsehserien vertreten, darunter Formate wie Star, Black-ish und Atlanta die verstärkt auf ein afroamerikanisches Schauspielensemble setzten. Im Jahr 2018 erschien Hall in der Pilotfolge der Serie All American, die vom Aufstieg eines jungen afroamerikanischen Footballspielers berichtet. Neben Hauptdarsteller Daniel Ezra übernahm er den Part des jüngeren aber talentierten Bruders Dillan, den er bis 2022 in über 30 Folgen verkörpern sollte. Im selben Jahr gab er sein Kinodebüt in Eli Roths Familienfilm Das Haus der geheimnisvollen Uhren (2018), dem weitere Auftritte in den Kinoproduktionen Shaft (2019) und John Henry (2020) folgten. Größere Rollen übernahm Hall in dem Filmdrama All Day and a Night (2020) und dem Animationsstreifen Space Jam: A New Legacy, in dem er jeweils die Hauptdarsteller Ashton Sanders bzw. Khris Davis als Jugendliche verkörperte. Auch erhielt er eine Hauptrolle in Eric Haywoods 17-minütigen Kurzfilm The Last Starship (2020).
Einem größeren amerikanischen Publikum wurde der 14-jährige Hall im Sommer 2021 durch seine Verpflichtung als gleichaltriger Emmett Till in dem Filmdrama Till – Kampf um die Wahrheit (2022) bekannt. Im selben Jahr wurde er vom Wirtschaftsmagazin Forbes als jüngstes Mitglied in seiner Liste „Forbes 30 Under 30 2022“ (Sparte „Hollywood & Entertainment“) aufgenommen. Im folgenden Jahr veröffentlichte er unter seinem vollen Namen online den Hip-Hop-Song „Been Thru It“, zu dem auch ein von der BTMR Entertainment Group produziertes Musikvideo existiert.

## Filmografie (Auswahl)
- 2017: Star (Fernsehserie, 1 Folge)
- 2017: The Quad (Fernsehserie, 1 Folge)
- 2017: Tales (Fernsehserie, 1 Folge)
- 2018: Black-ish (Fernsehserie, 2 Folgen)
- 2018: Atlanta (Fernsehserie, 1 Folge)
- 2018: Navy CIS: L.A. (Fernsehserie, 1 Folge)
- 2018: Das Haus der geheimnisvollen Uhren (The House with a Clock in Its Walls)
- 2018: Family Time (Fernsehserie, 1 Folge)
- seit 2018: All American (Fernsehserie, 39 Folgen)
- 2019: Shaft
- 2019–2020: Familienanhang (Family Reunion, 2 Folgen)
- 2020: John Henry
- 2020: All Day and a Night
- 2020: The Last Starship (Kurzfilm)
- 2020: The App That Stole Christmas
- 2021: Space Jam: A New Legacy
- 2021: Sawyer Sharbino (Fernsehserie, 1 Folge)
- 2022: Till – Kampf um die Wahrheit (Till)
- 2022: Bruiser